# Улица Яблочкова (Санкт-Петербург)
У́лица Я́блочкова — улица в Петроградском районе Санкт-Петербурга. Проходит от Мытнинской площади до переулка Талалихина.

## История
С 1751 года известно название Малая Никольская улица, по приделу Николая Чудотворца, который находится в расположенном поблизости церкви Успения Богородицы. Параллельно существовало название Успенская улица, по названию храма. С 1798 года носила название Грязная улица, связано с характером местности. С 1925 года параллельно употреблялось наименование Слаботочная улица, связанное с местонахождением в проезде Государственного электротехнического треста заводов слабого тока.
9 декабря 1922 года вышло постановление «О переименовании Грязной улицы в улицу Эдисона». Однако постановление было по ошибке отправлено не в тот район, и находящаяся в Полюстрово Грязновская улица получила название улицы Эдисона. В 1928 году было повторно принято постановление, в котором уже точно позиционировалось местонахождение улицы: «О переименовании быв. Грязной улицы (она же Слаботочная) в Петроградском районе в улицу Эдисона», и 26 мая 1928 года улица была переименована в честь американского изобретателя в области электротехники Т. А. Эдисона.
15 декабря 1952 года в рамках идеологической кампании по борьбе с космополитизмом она была переименована в улицу Яблочкова — в честь русского изобретателя-электротехника П. Н. Яблочкова.

## Достопримечательности

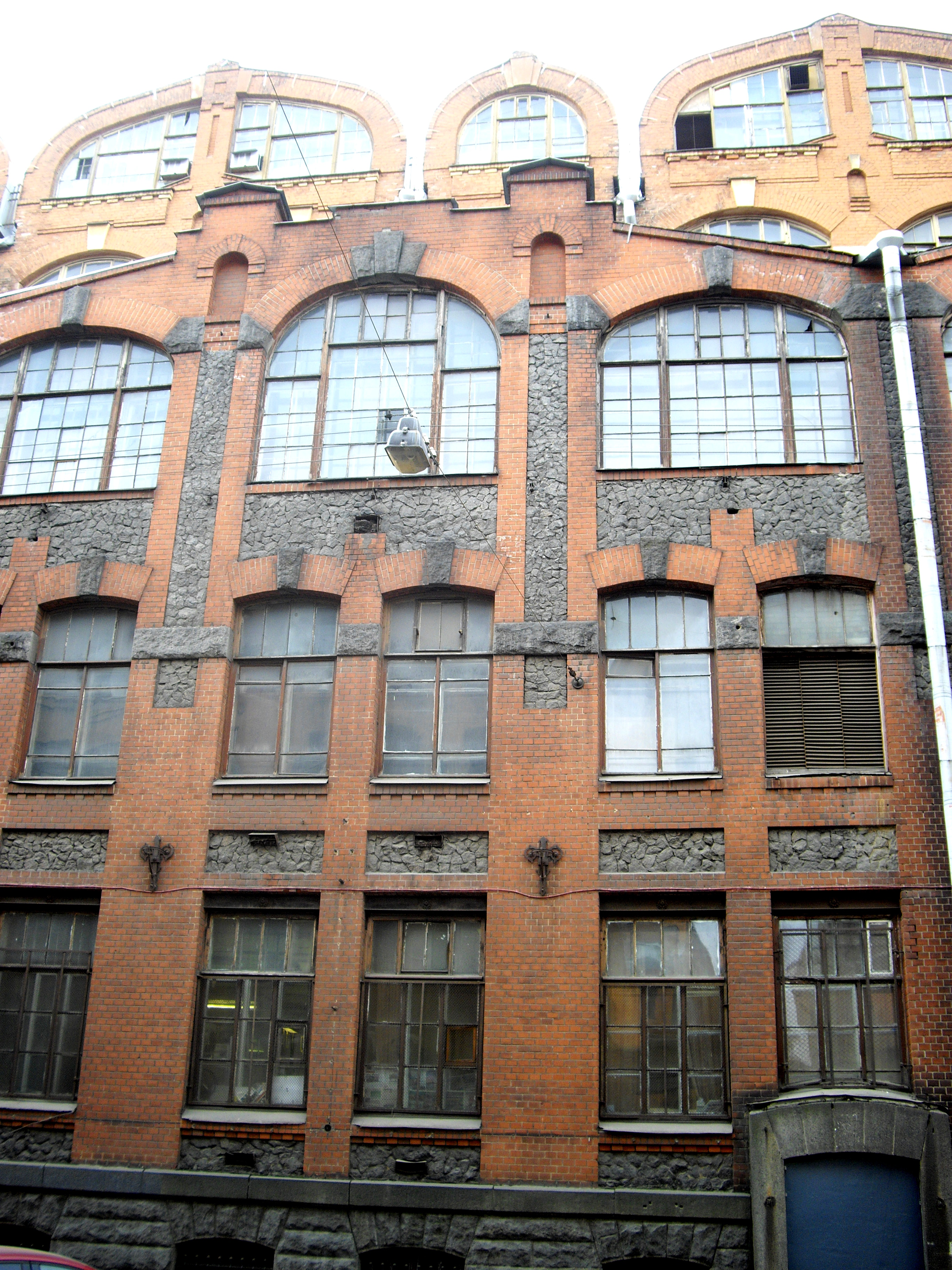
Корпус электромеханического завода «Н. К. Гейслер и Ко»

- Дом 14  памятник архитектуры (региональный)[4] — Электромеханический завод «Н. К. Гейслер и Ко» (1910—1911, модерн, арх. Р. И. Кригер), впоследствии завод им. А. А. Кулакова (дом 12[5].